# The Sims 2: Увлечения
The Sims 2: Увлечения (англ. The Sims 2: FreeTime) — седьмое дополнение к симулятору жизни The Sims 2. Ключевая особенность — персонажи могут заниматься своими хобби, собираться в клубы по интересам и развивать свои способности. Для запуска дополнения требуется наличие базовой игры The Sims 2. В России дополнение вышло 31 марта 2008 года и локализацией занималась компания СофтКлаб. Дополнение создавалось с целью расширения и улучшения базового геймплея игры.
После своего выпуска, дополнение стало бестселлером среди игр для ПК и по итогам 2008 года, стало 12 самой продаваемой игрой в США. Критики оставили смешанные оценки дополнению, с одной стороны похвалил его за расширение базового геймплея, делающего игру ярче и повседневную жизнь симов интереснее, с другой стороны отметили неоднозначность самих нововведений, которые не дотягивают до того, чтобы считаться полноценным дополнением. Вместе с дополнением в игру были добавлены композиции в жанре новая волна, исполненные музыкальными группами Datarock, Great Northern, They Might Be Giants и другими.

## Геймплей
Дополнение вводит пять карьер и городок — Долина Желаний (англ. Desiderata Valley). Сим может выбирать, чем он хочет заниматься в свободное время и выбирать для себя одно предпочтительное хобби, которое нельзя изменить, занятие этим хобби дается ему легче всего. При развитии интереса к определенному хобби (фитнес, кухня, Музыка и танцы, спорт, природа, наука, Кино и литература, игры, прикладное искусство и техника), симу становятся доступны функции, связанные с данным увлечением: чтение раздела газеты, посвященного хобби, возможность искать информацию о хобби в интернете или вести блог, обучать хобби других симов. При достаточном развитии увлечения сим получает членскую карточку клуба по интересам (секретные общественные лоты, куда могут попасть только члены клуба), где он может продолжить заниматься любимым делом, там же стоят карьерные награды, связанные с хобби. В каждом таком клубе есть специальный «смотритель», который с радостью обучит новичков.
При максимально развитом увлечении одним из хобби, при занятиях этим хобби сим бывает «В Зоне» (англ. be in the zone), при этом его потребности падают очень медленно, а сам сим может забыть о своих обязанностях. Когда сим долгое время не занимается хобби, интерес к нему падает. Развитие интереса до максимальной величины приносит персонажу памятный приз.
Расширение игрового геймплея связано с разными хобби, например возможность заводить тематические разговоры, участвовать в конкурсе на лучшее блюдо, танцев, принимать участие в соревновании видеоигр, писать книги разных жанров, а также включает в себя такие предметы, как велотренажер, синтезатор, скрипка и балетный станок, футбольные ворота, швейная машинка, гончарный станок и другие.
Введена дополнительная шкала, с принципом действия как у шкалы стремления (англ. Lifetime Aspiration), однако дающей очки за важные достижения: устройство на работу, помолвку, рождение ребёнка. Очки можно обменять на так называемые «выгоды», которые разделены на четыре категории: две общих для всех симов (жизнь и работа), другие две зависят от жизненного стремления. Помимо основного стремления можно выбрать и дополнительное. Некоторые выгоды влияют на потребности, другие позволяют быстрее зарабатывать выходные на работе, варить суп по рецепту бабушки или давать хорошо оплачиваемые финансовые советы через компьютер. При достижении максимального числа выгод, сим получает платиновую шкалу стремления до конца жизни.
Дополнение добавляет — джинна — неигрового персонажа, которого можно призвать через масленую лампу и попросить исполнить 3 желания.
После запуска игры с дополнением к дому игрового персонажа подходит разносчик (Мистер Humble) и оставляет завернутый подарок у входа. Внутри коробки находится компьютер, включив который можно увидеть демонстрационный ролик игры The Sims 3. На самом деле это Род Хамбл, один из создателей Sims.

## Разработка и выход
«Увлечения» разрабатывались параллельно с The Sims 3 и изначально дополнение задумывалось последним для The Sims 2, однако впоследствии была решено разработать ещё одно дополнение «Переезд в Квартиру». Если предыдущие дополнения добавляли новые функции в игру, то при разработке «Увлечений» было решено наоборот расширить базовый геймплей The Sims 2, разнообразить повседневную жизнь симов и добавить новые объекты в игру в частности MaxoidBim, один из разработчиков сказал следующее;
Симы во многом похожи на нас, в том плане, что жизнь не ограничивается работой и школой. У всех нас есть хобби и интересы, делающие нашу жизнь захватывающей. Мы хотели поймать это удовольствие и добавить в геймплей The Sims 2. […] Вы заметите, что некоторые из хобби ваших симов стали теперь интереснее для вас и вы даже обнаружите, многие вещие, которые делает ваш сим, тоже являются частью этого хобби!
Оригинальный текст (англ.)Sims are alot like us in that there is much more to life that work and school. All of us have hobbies and interest that make life exciting. We wanted to capture the fun and bring that to Sims 2 gameplay  […] You'll find that some of the hobbies are more interesting to you and you might even find that a lot of the things your Sim is already doing correlate to a particular hobby!MaxoidBim, один из разработчиков
Разработчики сделали упор на расширение игрового процесса и хотели, чтобы дополнение дополняло базовую игру и игрок заметил его присутствие в не зависимости от того, что до этого его сим делал. Городок Долина Желаний создавался под вдохновением поэмы, сочинённой одним из членом команды разработчиков. Это также первое дополнение, созданное без руководства Уила Райта, создателя оригинальной серии после того, как покинул судию Maxis из-за разногласий с EA Games, касаемо ценовой политики The Sims 2 и её дополненийː руководство компании настаивало на выпуске большего количества малообъемных дополнений, чтобы получить от их продаж больший денежный доход, в то время, как Райт придерживался противоположного принципа. Новым геймдизайнером стал Род Хамбл, при руководстве которого было создано данное дополнение. 
Впервые информация о предстоящем дополнении появилась 6 декабря 2007 года на официальном сайте The Sims 2. Тогда же стал доступен предзаказ игры. 17 января 2008 года состоялся официальный анонс игры.
Выход дополнения состоялся 22 февраля 2008 года в Европе, 18 февраля в США и 31 марта того же года в России. Русской локализацией занималась компания СофтКлаб. Это также единственное дополнение вместе с «Переезд в квартиру», которое не было выпущено для операционной системы Mac OS. По данным  NPD, учитывая продажи физических копий игр, на начало марта 2008 года, «Увлечения» возглавило список игр-бестселлеров для ПК в США и к середине месяца спустилось на второе место. По состоянию на середину апреля 2008 года, дополнение занимало 5 место среди игр-бестселлеров. В июле того же года, игра спустилась а седьмое место сохраняло своё место до начала июля, после чего, спустилась на 9 место к середине июля. По итогам 2008 года, дополнение заняло 12 место в списке игр-бестселлеров для ПК и по версии агрегатора Metacritic, заняла 63 место в списке лучших вышедших игр того же года.

## Саундтрек
Продолжая традицию предыдущих дополнений, вместе с дополнением «The Sims 2: Времена года» были добавлены ряд известных синглов, переписанных на симлише с участием музыкантов. Некоторые певцы рассказали о пережитом опыте, например Наташа Бедингфилд, которая перезаписала свой сингл, Pocketful of Sunshine, отметила, что петь свой сингл на симлише было очень легко, так как этот язык сочетает в себе юмор, красоту и простоту, красоту. Помимо этого, для дополнения свои синглы записала норвежская группа Datarock, шведская поп-группа I'm from Barcelona, немецкая группа Lexington Bridge, американские банды They Might Be Giants, Great Northern, Firefly и другие.
Стив Шнур, маркетолог EA Games, и руководящий звукозаписывающей студией отметил, «что музыка была добавлена, чтобы дополнительно помочь симам в самовыражении. Поэтому компания собрала группу талантливых музыкантов из всего мира». Данные композиции можно прослушать, если в режиме жизни в игре включить магнитофон или музыкальную колонку при наличии таковой в участке. Базовую музыку, звучащею в режиме создания персонажа или строительства, писал Марк Мазерсбо.
| №                   | Название                              | Автор(ы)             | жанр/звучит вː                                 | Длительность |
| ------------------- | ------------------------------------- | -------------------- | ---------------------------------------------- | ------------ |
| 1.                  | «Bouncing the Sphere»                 | Electronic Arts      | режим строительства                            | 2:28         |
| 2.                  | «Tinkering for Toiletries»            | Electronic Arts      | режим строительства/загрузка                   | 2:25         |
| 3.                  | «Candy Maker's Delight»               | Electronic Arts      | режим редактора семьи                          | 2:42         |
| 4.                  | «Fa-Fa-Fa»                            | Datarock             | новая волна                                    | 5:07         |
| 5.                  | «It's A Party»                        | Firefly              | новая волна                                    | 3:14         |
| 6.                  | «Into The Sun»                        | Great Northern       | новая волна                                    | 4:23         |
| 7.                  | «Britney»                             | I'm from Barcelona   | новая волна                                    | 3:01         |
| 8.                  | «Take Out The Trash»                  | They Might Be Giants | новая волна                                    | 3:14         |
| 9.                  | «Pocketful of Sunshine»               | Наташа Бедингфилд    | поп                                            | 3:29         |
| 10.                 | «La Otra Princessa»                   | Lara                 | поп                                            | 3:24         |
| 11.                 | «Your Forgiveness»                    | Lexington Bridge     | поп                                            | 3:19         |
| 12.                 | «The Sims 2: FreeTime theme»          | They Might Be Giants | решим городка                                  | 3:19         |
| 13.                 | «The Sims 2: FreeTime Loading Screen» | Electronic Arts      | режим загрузки                                 | 1:22         |
| 14.                 | «La Otra Princessa»                   | Lara                 | поп (для изданий с не-английской локализацией) | 4:09         |
| 15.                 | «Your Forgiveness»                    | Lexington Bridge     | поп (для изданий с не-английской локализацией) | 3:21         |
| Общая длительность: | Общая длительность:                   | Общая длительность:  | Общая длительность:                            | 39ː00        |

## Восприятие
| Сводный рейтинг    | Сводный рейтинг |
| Агрегатор          | Оценка          |
| ------------------ | --------------- |
| GameRankings       | 76,20 %         |
| Metacritic         | 74/100          |
| Иноязычные издания |                 |
| Издание            | Оценка          |
| Eurogamer          | 6/10            |
| GamesRadar+        | 6/10            |
| GameZone           | 7,0/10          |
| IGN                | 8,3/10          |
| PC Gamer (UK)      | 83 %            |
| PC Zone            | 70 %            |
| NZGamer.com        | 8,5/10          |
| Game Chronicles    | 8,5/10          |

Дополнение получило положительные и смешанные отзывы и по версии агрегатора metacritic, получило 74 балла из 100.
Среди главных достоинств было замечено значительное улучшение базового геймплея The Sims 2, чем грешили предыдущие дополнения, большое внимание к мелким деталям, улучшающих базовую игру, убирая многие её недостатки, и введение новых возможностей для симов-детей и мылышей, которых предыдущие дополнения часто игнорировали, как например в «Ночной Жизни», ориентированной только на молодых взрослых персонажей. Джон Хэбиб и Махамари Цукитака отметили, что благодаря дополнению, повседневная жизнь персонажей стала краше, Майкл Лафферти также заметил, что дополнение позволяет извлекать финансовую выгоду из хобби, а также изменять ландшафт городка.
Критик сайта Gamer наоборот считает, что хоть концепция дополнения и звучит интересно, но реализована она небрежно и требует, чтобы сим имел много свободного времени, то есть не работал или учился в колледже. Такую же проблему заметил и представитель Eurogamer, заметив, что если ваш персонаж уже ведёт занятую деятельность и игрок не желает отказываться от своих достижений, на занятие хобби просто не хватит времени. Джон Хэбиб также отдельно отметил, что новые элементы делают панель управления в игре немного сложной и непонятной для новичков, но к счастью, со временем к этому можно привыкнуть.
Одновременно критики отметили неопределённость содержимого самого дополнения и отсутствие кардинальных новшеств. Например Трой Гудфеллоу из сайта Gamesrader, заметил, что несмотря на то, что возможностей для симов проводить время за любимыми вещами стало больше, дополнение — это позор серии «The Sims 2», Так как «по прежнему не совсем ясна тематика дополнения, да и полноценным дополнением это назвать сложно, скорее эдаким щелевым наполнителем, который латает некоторые очевидные пробелы в базовом геймплее The Sims 2, но не приносит что-то нового». Похожего мнения придерживается и Майкл Лафферти, рецензент Gamezone, который назвал дополнение в общем хорошим , однако считает само дополнение «бессмысленным и похожим на кучу доработок, которые решили слить с отдельное дополнение и поэтому имело бы смысл включить это содержимое в предыдущие дополнения, например "Путешествия"». Разгромную критику оставил представитель сайта Gamer, заметив, что данное дополнение — это сигнал того, у разработчиков начался кризис идей после выпуска шести дополнений и им пора прекратить поддерживать линейку The Sims 2.
При этом некоторые рецензенты заметили, что дополнение, благодаря тому, что исправляет многие недостатки базового геймплея и добавляет многое из того, что игрокам так не хватало в игре, придётся по душе именно старым фанатам The Sims 2. Однако оно не рекомендуется новичкам, поверхностно знакомых с игрой, которым лучше начать ознакомление с другими дополнениями, например Питомцами.